# Carolyne zu Sayn-Wittgenstein
Prințesa Carolyne zu Sayn-Wittgenstein (8 februarie 1819 - 9 martie 1887) a fost o aristocrată poloneză care a avut timp de patruzeci de ani o relație cu pianistul maghiar Franz Liszt. Ea a fost, de asemenea, o jurnalistă și eseistă amatoare și se presupune că a avut o contribuție importantă asupra operei lui Liszt, mai ales asupra scrierii biografiei Viața lui Chopin. Ea a întreținut o imensă corespondență cu Liszt și cu multe alte personalități ale vremii, care are un interes istoric ridicat. Ea l-a admirat și l-a încurajat pe Hector Berlioz, după cum reiese din vasta lor corespondență. Berlioz i-a dedicat prințesei Carolyne opera Les Troyens. Ea a fost portretizată de Capucine în filmul Song Without End (1960).

## Biografie

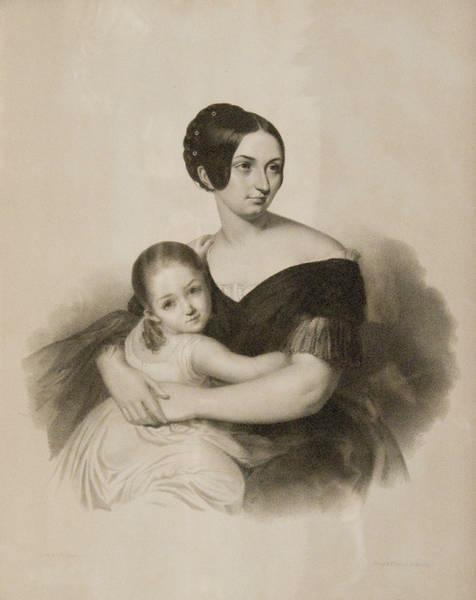
Carolyne cu fiica ei, Marie, în 1840

Karolina Elżbieta Iwanowska s-a născut în Woronińce (astăzi Voronivți (Воронівці), Ucraina), la una dintre numeroasele moșii ale părinților ei din Polonia de est, pe atunci o provincie a Imperiului Rus. Pe 26 aprilie 1836, la doar două luni după ce a împlinit vârsta de 17 ani (și la presiunea tatălui ei), Carolyne s-a căsătorit cu prințul Nikolaus zu Sayn-Wittgenstein-Berleburg-Ludwigsburg (1812-1864), un ofițer în Armata Rusiei, care era, de asemenea, un membru al unei vechi familii nobiliare și fiul lui Peter Wittgenstein. Au avut o singură fiică, Marie Pauline Antoinette (1837-1920), care s-a căsătorit mai târziu cu prințul Konstantin zu Hohenlohe-Waldenburg-Schillingsfürst (fratele prințului Chlodwig zu Hohenlohe-Schillingsfürst, ministrul de externe al Regatului Bavaria până la unificarea acestuia cu Imperiul German).
Prințesa Carolyne l-a întâlnit pe Franz Liszt în anul 1847, în timpul unui turneu muzical în Rusia. Prințesa, o credincioasă ferventă romano-catolică, se înstrăinase pe atunci de la soțul ei de ceva vreme. Ea și Liszt au început să trăiască împreună la Weimar din 1848. În cele din urmă, ea a dorit să-și reglementeze situația și să se căsătorească cu Liszt, dar din moment ce soțul ei era încă în viață, a trebuit să convingă autoritățile ecleziastice romano-catolice că mariajul ei era nelegal. După un proces complicat, care a implicat două audiențe la Papă, ea a avut temporar succes (septembrie 1860), și cuplul a plănuit să se căsătorească la Roma pe 22 octombrie 1861, cu prilejul celei de-a cincizecea aniversări a lui Liszt. Compozitorul a ajuns la Roma în ziua anterioară, doar pentru a afla că prințesa era în imposibilitatea de a se căsători cu el. Se pare că atât soțul ei, cât și țarul Rusiei au reușit să anuleze permisiunea de căsătorie acordată la Vatican. Guvernul rus i-a confiscat, de asemenea, mai multe moșii (ea deținea mii de iobagi), ceea ce făcea căsătoria ei ulterioară cu Liszt, sau cu oricine altcineva, nerealizabilă. În plus, scandalul a afectat grav șansele de căsătorie ale fiicei sale — în mod clar principalul motiv pentru care prințul a pus capăt recăsătoririi programate a soției sale.
Ulterior, relația ei cu Liszt a devenit o prietenie platonică, mai ales după ce el a primit ordinele minore ale Bisericii Catolice și a devenit abate. Carolyne a trăit mai multe decenii la Roma, unde a scris în particular (și foarte critic) despre chestiunile bisericești. Ea a fost devastată de moartea lui Liszt și i-a supraviețuit doar câteva luni, murind pe 9 martie 1887, la Roma.

## Lucrări
Carolyne zu Sayn-Wittgenstein a fost o scriitoare prolifică, dar cele mai multe dintre lucrările ei au fost tipărite pe propriile cheltuieli; principala lucrare este Des  causes intérieures de la faiblesse extérieure de l'Église (titlul ar putea fi tradus ca „Motivele interioare ale slăbiciunii exterioare a Bisericii”), o carte masivă alcătuită din 24 de volume. Cartea a fost plasată în Index librorum prohibitorum, lista cărților interzise ale Bisericii Catolice.
O publicație postumă  a fost La vie chrétienne au milieu du monde et en notre siècle. Entretiens pratiques recueillis et publiés par Henri Lasserre, Paris, 1895.